# Noël
Noël é um álbum natalino de Josh Groban, o qual chegou ao número um na Billboard 200 em 2007.